# Carlos Perona
Carlos Eduardo Perona (n. Buenos Aires, 12 de julio de 1951) es un militar y piloto de combate argentino perteneciente a la Fuerza Aérea Argentina. Luchó en la Guerra de las Malvinas como piloto de Mirage IIIEA.

## Carrera
En 1982 Carlos Perona pertenecía al Grupo 8 de Caza, ostentaba el grado de primer teniente y piloteaba aviones de caza Mirage IIIEA.

### Batalla del 1.º de mayo
Durante la Guerra de las Malvinas, Perona formó una sección con el capitán Gustavo García Cuerva. Entraron en combate por primera y única vez en la batalla del 1.º de mayo. El Grupo 8 se estableció en la BAM Comodoro Rivadavia y en la BAM Río Gallegos.
Alrededor de las 09:00 horas, y en dos aviones Mirage IIIEA, Perona y García Cuerva despegaron en su primera misión. Eran la Sección Tablón y debían proteger a los aviones de ataque A-4 Skyhawk. Mientras cumplían patrulla sobre las Malvinas, la Escuadrilla «Topo» del capitán Hugo Palaver se vio perseguida por una patrulla de aviones británicos Harrier. Los «Tablón» se interpusieron entre los Harrier y los A-4 a fin de cubrir el escape de los estos últimos y obligaron a los británicos a abandonar la persecución.
A las 15:45 horas, Perona y García Cuerva salieron nuevamente, esta ocasión como la Sección «Dardo». Esta Sección fue la primera que entró en combate con aviones enemigos durante el conflicto. El combate se produjo sobre la isla Borbón. En una pelea de perros, el Mirage de Perona recibió un impacto de un misil AIM-9L disparado por el Harrier de Paul Barton. Perona comunicó a García Cuerva que había sido derribado y que se iba a eyectar.
A una altitud de 15 000 pies (5000 metros) se eyectó. Cayó a dos metros de la costa y se rompió las piernas. Un helicóptero de la Aviación del Ejército Argentino rescató a Perona y lo llevó a Puerto Calderón. Al día siguiente un avión de la Armada Argentina lo transportó a la BAN Río Grande y a la tarde otro avión naval lo trasladó a Ezeiza. Desde allí fue al Hospital Aeronáutico Central.